# Ютен, Серж
Серж Ютен (2 апреля 1929 — 1 ноября 1997, Восточные Пиренеи) — французский писатель, популяризатор тем, относящихся к эзотеризму. Доктор филологических наук, выпускник ПШВИ (религоведение); научный сотрудник CNRS (с 1975). Интересовался алхимией, статьи по этой теме публиковал в журнале «Planète».

## Публикации
Серж Ютен является автором около 40 книгпо эзотерике и оккультизму.
- «Алхимия» / L’alchimie (1951; 12-е изд. 2011)
- «Тайные общества» / Les sociétés secrètes (1952; 13-е изд. 2007)
- «История розенкрейцеров» / Histoire des Rose-Croix (1955)
- «Английская и американская философия» / La philosophie anglaise et américaine (1958)
- «Гностики» / Les gnostiques (1958)
- «Великое искусство, Марк Эманс, гностический художник и поэт» / Ars Magna, Marc Eemans, peintre et poète gnostique (1959)
- «Алхимики» / Les alchimistes (1959; совместно с Michel Caron; 3-е изд. 1999)
- «Всемирная история тайных обществ» / Histoire mondiale des sociétés secrètes (1959)
- «Английские ученики Якоба Беме в 17-18 веках» / Les disciples anglais de Jacob Boehme aux XVIIe et XVIIIe siècles (1960)
- «Масоны» / Les Francs-Maçons (1960; 3-изд. 1971)
- «Неизвестные цивилизации, мифы или реальности» / Les civilisations inconnues, mythes ou réalités (1961)
- «Путешествует в другие места» / Voyages vers ailleurs (1962)
- «Комментарии к „Mutus Liber“» / Commentaires sur le «Mutus liber» (1966)
- «Генри Мор: очерк теософских доктрин среди кембриджских платоников» / Henry More : essai sur les doctrines théosophiques chez les platoniciens de Cambridge (1966)
- «Парацельс: человек, врач, алхимик» / Paracelse, l’homme, le médecin, l’alchimiste (1966)
- «Пророчества Нострадамуса» / Les prophéties de Nostradamus (1966; 2-е изд. 1972)
- Статья об эзотерике и 2-я часть статьи о масонстве в «Энциклопедия Универсалис» (1968)
- «История астрологии» / Histoire de l’astrologie (1970)
- «Люди и фантастические цивилизации» (1975) — о древних преданиях об исчезнувших континентах / Hommes et civilisations fantastiques (1970)
- «История астрологии, наука или суеверие?» / Histoire de l’astrologie, science ou superstition ? (1970)
- «Чудеса» / Emerveillements (1971)
- «История алхимии— древней науки превращения металлов в золото» / Histoire de l’alchimie (1971)
- «Невидимые правители и тайные общества» / Gouvernants invisibles et sociétés secrètes (1971)
- «Магия любви: откровения о тантризме» / L’amour magique : Révélations sur le tantrisme (1971 и 1999)
- «Роберт Фладд» (1972) — о Роберте Фладде / Robert Fludd, alchimiste et philosophe rosicrucien (1972 и 1994)
- «Неизвестные цивилизации» / Les Civilisations inconnues (1972)
- «Алистер Кроули, величайший из современных магов» / Aleister Crowley, le plus grand des mages modernes (1973 и 2005)
- Перевод с примечаниями: «Химическая свадьба Христиана Розенкрейца авторства Иоганна Валентина Андреэ» / Les Noces Chymiques de Christian Rosencreutz de Jean Valentin Andreae (1973)
- «Магическое бессмертие» / L’Immortalité magique (1973)
- «Тайны тантризма» / Les Secrets du tantrisme (1973)
- «Техника волшебства» / Techniques de l’envoûtement (1973)
- «Все секреты внутри нас» / Tous les secrets sont en nous (1975)
- «Тайные общества в Китае» / Les Sociétés secrètes en Chine (1976)
- «От подземных миров до царя мира» / Des mondes souterrains au roi du monde (1976)
- «Повседневная жизнь алхимиков в Средние века» / La Vie quotidienne des alchimistes au Moyen Âge (1977)
- «Теософия в поисках Бога» / Théosophie, à la recherche de Dieu (1977)
- «Заклинания» (1978)
- «Алхимическая традиция: философский камень и эликсир долгой жизни» / La tradition alchimique : pierre philosophale et élixir de longue vie (1979)
- «История астрологии» / Histoire de l’astrologie (1986, совм. с Jacques Halbronn)
- «Нострадамус и алхимия» / Nostradamus et l’alchimie (1988)
- «Масонство и Французская революция» / La Franc-maçonnerie et la Révolution française (1989)
- «Тайные общества от вчера и сегодня» / Les Sociétés secrètes d’hier à aujourd’hui (1989)
- «Дьявол» / Le diable (1991)
- «Агарта и царь мира» / L’Agartha et le roi du monde (1991)
- «Магия» / La magie (1991)
- «Алхимическое бессмертие» / L’immortalité alchimique (1991)
- «Тайна НЛО» / Le mystère des OVNI (1991)
- «Сен-Жермен, Калиостро и принцесса Ламбаль» / Saint-Germain, Cagliostro, la princesse de Lamballe (1996)
- «Эзотеризм истории: от Атлантиды до США, от Калиостро до Мэри Поппинс» (сборник статей) / L'ésotérisme de l’histoire : de l’Atlantide aux États-Unis, de Cagliostro à Mary Poppins (1998 и 2002)

### Русские издания
- Невидимые правители и тайные общества / Серж Ютен; Пер. с франц. — М.: Крон-Пресс, 1998. — 224 с. — (Таинственный мир). — 15 000 экз. — ISBN 5-232-00689-4. (обл.)
- Люди и фантастические цивилизации / Серж Ютен; Пер. с франц. — М.: Крон-Пресс, 1998. — 144 с. — (Таинственный мир). — 10 000 экз. — ISBN 5-232-00806-4. (обл.)
- Повседневная жизнь алхимиков в Средние века = Les Аlchimistes au Moyen Age / Серж Ютен; Пер. с франц. В. Д. Балакина. — М.: Молодая гвардия, 2005. — 248 с. — (Живая история: Повседневная жизнь человечества). — 5000 экз. — ISBN 5-235-02734-5. (в пер.)